# Oak Bluffs CDP (Massachusetts)
Oak Bluffs es un lugar designado por el censo ubicado en el condado de Dukes en el estado estadounidense de Massachusetts. En el Censo de 2020 tenía una población de 2324 habitantes y una densidad poblacional de 470,45 habitantes por km². Fue incluido como CDP en el censo de 2020. 

## Geografía
Oak Bluffs se encuentra ubicado en las coordenadas 41°27′17″N 70°33′31″O / 41.45472, -70.55861. Según la Oficina del Censo de los Estados Unidos,  tiene una superficie total de 4,94 km², de la cual 4,69 km² corresponden a tierra firme y 0,25 km² a agua.